# (9581) 1990 DM3
A (9581) 1990 DM3 a Naprendszer kisbolygóövében található aszteroida. Henri Debehogne fedezte fel 1990. február 24-én.